# Nigerianische Volleyballnationalmannschaft der Männer
Die nigerianische Volleyballnationalmannschaft der Männer ist die Auswahl nigerianischer Volleyballspieler, welche die Nigerian Volleyball Federation (NVBF) auf internationaler Ebene, beispielsweise in Freundschaftsspielen gegen die Auswahlmannschaften anderer nationaler Verbände, aber auch bei internationalen Wettbewerben repräsentiert. 1972 trat der nationale Verband dem Weltverband Fédération Internationale de Volleyball (FIVB) bei. Im Oktober 2021 wurde die Mannschaft auf dem 14. Platz der kontinentalen Rangliste geführt.

## Internationale Wettbewerbe

### Nigeria bei Weltmeisterschaften
Die Mannschaft konnte sich bisher nicht für eine Weltmeisterschaft qualifizieren.

### Nigeria bei Olympischen Spielen
Bisher gelang es der Mannschaft nicht, sich für die olympischen Wettbewerbe zu qualifizieren.

### Nigeria bei Afrikameisterschaften
Die Mannschaft kann bisher acht Teilnahmen an der Afrikameisterschaft vorweisen:
| - 1967: nicht qualifiziert - 1971: nicht qualifiziert - 1976: nicht qualifiziert - 1979: 5. Platz - 1983: nicht qualifiziert - 1987: 5. Platz - 1989: nicht qualifiziert - 1991: 5. Platz - 1993: nicht qualifiziert - 1995: nicht qualifiziert - 1997: 4. Platz - 1999: nicht qualifiziert | - 2001: 2. Platz - 2003: nicht qualifiziert - 2005: 5. Platz - 2007: nicht qualifiziert - 2009: nicht qualifiziert - 2011: nicht qualifiziert - 2013: nicht qualifiziert - 2015: nicht qualifiziert - 2017: 13. Platz - 2019: nicht qualifiziert - 2021: 7. Platz |

### Nigeria bei den Afrikaspielen
Nigerias Volleyballnationalmannschaft der Männer nahm bisher elfmal an den Wettbewerben der Afrikaspiele teil und damit so häufig wie keine andere Mannschaft: 1976, 1999 und 2003 gewann man die Silber-, 1987 und 1995 die Bronzemedaille. Außerdem erreichte man 1973, 1991, 2011, 2015 und 2019 den fünften sowie 2007 den siebten Platz.

### Nigeria beim World Cup
Nigeria kann bisher keine Teilnahme am World Cup – dem Qualifikationsturnier für die Olympischen Spiele – vorweisen.

### Nigeria in der Weltliga
Die Weltliga fand bisher ohne nigerianische Beteiligung statt.